# Scottish Division One 1907/08
Die Scottish Football League Division One wurde 1907/08 zum 15. Mal ausgetragen. Es war zudem die 18. Austragung der höchsten Fußball-Spielklasse innerhalb der Scottish Football League, in der der Schottische Meister ermittelt wurde. Sie begann am 15. August 1907 und endete am 30. April 1908. In der Saison 1907/08 traten 18 Vereine in insgesamt 34 Spieltagen gegeneinander an. Jedes Team spielte jeweils einmal zu Hause und auswärts gegen jedes andere Team. Es galt die 2-Punkte-Regel. Bei Punktgleichheit waren die Vereine (mit derselben Punktausbeute) gleich platziert.
Die Meisterschaft gewann zum insgesamt achten Mal in der Vereinsgeschichte Celtic Glasgow. In dieser Saison stieg keine Mannschaft ab, nachdem alle erstklassigen Klubs wiedergewählt worden waren. Torschützenkönig wurde mit 32 Treffern Jock Simpson vom FC Falkirk.

## Vereine
| Verein                | Stadt        | Stadion           |
| --------------------- | ------------ | ----------------- |
| FC Aberdeen           | Aberdeen     | Pittodrie Stadium |
| Airdrieonians FC      | Airdrie      | Broomfield Park   |
| Celtic Glasgow        | Glasgow      | Celtic Park       |
| FC Clyde              | Glasgow      | Shawfield Stadium |
| FC Dundee             | Dundee       | Dens Park         |
| FC Falkirk            | Falkirk      | Brockville Park   |
| FC Kilmarnock         | Kilmarnock   | Rugby Park        |
| FC Motherwell         | Motherwell   | Fir Park          |
| FC Queen’s Park       | Glasgow      | Hampden Park      |
| FC St. Mirren         | Paisley      | St. Mirren Park   |
| Glasgow Rangers       | Glasgow      | Ibrox Park        |
| Greenock Morton       | Greenock     | Cappielow Park    |
| Hamilton Academical   | Hamilton     | Douglas Park      |
| Heart of Midlothian   | Edinburgh    | Tynecastle Park   |
| Hibernian Edinburgh   | Edinburgh    | Easter Road       |
| Partick Thistle       | Glasgow      | Meadowside        |
| Port Glasgow Athletic | Port Glasgow | Clune Park        |
| Third Lanark          | Glasgow      | New Cathkin Park  |

## Statistik

### Abschlusstabelle
| Pl. | Verein                | Sp. | S  | U  | N  | Tore    | Diff. | Punkte |
| --- | --------------------- | --- | -- | -- | -- | ------- | ----- | ------ |
| 1.  | Celtic Glasgow (M, P) | 34  | 24 | 7  | 3  | 086:270 | +59   | 55:13  |
| 2.  | FC Falkirk            | 34  | 22 | 7  | 5  | 103:420 | +61   | 51:17  |
| 3.  | Glasgow Rangers       | 34  | 21 | 8  | 5  | 074:400 | +34   | 50:18  |
| 4.  | FC Dundee             | 34  | 20 | 8  | 6  | 071:280 | +43   | 48:20  |
| 5.  | Hibernian Edinburgh   | 34  | 17 | 8  | 9  | 055:420 | +13   | 42:26  |
| 6.  | Airdrieonians FC      | 34  | 18 | 5  | 11 | 058:410 | +17   | 41:27  |
| 7.  | FC St. Mirren         | 34  | 13 | 10 | 11 | 050:590 | −9    | 36:32  |
| 8.  | FC Aberdeen           | 34  | 13 | 9  | 12 | 045:440 | +1    | 35:33  |
| 9.  | Third Lanark          | 34  | 13 | 7  | 14 | 045:500 | −5    | 33:35  |
| 10. | FC Motherwell         | 34  | 12 | 7  | 15 | 061:530 | +8    | 31:37  |
| 11. | Hamilton Academical   | 34  | 10 | 8  | 16 | 055:650 | −10   | 28:40  |
| 11. | Heart of Midlothian   | 34  | 11 | 6  | 17 | 050:620 | −12   | 28:40  |
| 13. | Morton                | 34  | 9  | 9  | 16 | 043:660 | −23   | 27:41  |
| 14. | FC Kilmarnock         | 34  | 6  | 13 | 15 | 038:610 | −23   | 25:43  |
| 14. | Partick Thistle       | 34  | 8  | 9  | 17 | 043:690 | −26   | 25:43  |
| 16. | FC Queen’s Park       | 34  | 7  | 8  | 19 | 054:840 | −30   | 22:46  |
| 17. | FC Clyde              | 34  | 5  | 8  | 21 | 038:750 | −37   | 18:50  |
| 18. | Port Glasgow Athletic | 34  | 5  | 7  | 22 | 039:980 | −59   | 17:51  |

| Saison 1907/08 |

| Zum Saisonende 1906/07 |                           |
| (M)                    | Meister des Vorjahres     |
| (P)                    | Pokalsieger des Vorjahres |

## Wahlprozedere
Die Regularien der Scottish Football League sahen vor, dass sich am Saisonende die zwei schlechtesten platzierten Teams zu Wiederwahl stellen mussten. Abgestimmt wurde auf der jährlichen Hauptversammlung der Scottish Football League, bei der zugleich über Neuaufnahmen entschieden wurde. Dieses Wahlsystem bestimmte bis 1922 den Auf- und Abstieg zwischen der Division One und Division Two.
| Verein                | # Stimmen | Ergebnis      | Division     |
| --------------------- | --------- | ------------- | ------------ |
| FC Clyde              | 12        | wiedergewählt | Division One |
| Port Glasgow Athletic | 9         | wiedergewählt | Division One |
| Raith Rovers          | 8         | nicht gewählt | Division Two |
| FC Dumbarton          | 2         | nicht gewählt | Division Two |
| FC Abercorn           | 1         | nicht gewählt | Division Two |
| FC Ayr                | 0         | nicht gewählt | Division Two |